# Bežeck
Bežeck è una città della Russia europea centrale, situata nella oblast' di Tver'; è compresa amministrativamente nel rajon Bežeckij, del quale è il capoluogo.
Sorge sulla sponda destra del fiume Mologa, nella regione collinare delle alture di Bežeck, 130 chilometri a nordest del capoluogo Tver'. A sud-ovest della città sorgeva (fino al 2009) la base militare di Dorochovo.
La nascita della città è legata a una leggenda: si narra infatti che sia stata fondata dopo uno scontro tra i feudatari della città di Novgorod, nel X secolo. I boiardi che erano stati sconfitti in tale scontro si trasferirono sulle rive del Mologa fondando lì un nuovo insediamento. La prima testimonianza della presenza del villaggio è tuttavia risalente al XII secolo e si trova in un resoconto storico avente come soggetto narrante la conquista mongola da parte di Batu Khan. Tra il XII e il XIV secolo l'insediamento fece parte della Repubblica di Novgorod e fu a questa contesa dai principati di Tver' e di Mosca. Conquistata da Basilio I di Russia nel 1397 fu ceduta nuovamente a Novgorod da quest'ultimo in segno di riconciliazione nel 1425. Successivamente la sorte dell'insediamento subì alterne vicende fino alla conquista definitiva da parte di Basilio II di Russia che, alla propria morte, la concesse in appannaggio al figlio, il Principe Andrej Vasil'evič Bol'šoj. Tornò definiti sotto la giurisdizione di Mosca nel 1493. Della storia dei secoli XVI e XVII si conosce molto poco. Attaccata dai polacchi durante il Periodo dei torbidi, è citata in un resoconto storico come una delle città più ricche e popolose.
Il più vecchio edificio conservatosi nella cittadina è il campanile della Chiesa Vvedenskaja che fu costruito tra il 1680-82 da architetti della città di Jaroslavl'. L'edificio ecclesiastico fu tuttavia distrutto durante gli anni sovietici. La Chiesa Vozdviženskaja risale invece al XVIII secolo.